# Chiesa di San Michele (Bellinzona)
La chiesa parrocchiale di San Michele è un edificio religioso che si trova a Bellinzona (frazione Sementina), in Canton Ticino.

## Storia
La costruzione venne iniziata nel XIV o XV secolo per sostituire la chiesa dedicata a Sant'Eusebio che sorgeva a Moia, distrutta in quegli anni da un'alluvione. Nel 1440 divenne parrocchiale. Venne successivamente ampliata nel 1625 e nuovamente nel 1761, quando acquisì anche lo stile tardobarocco visibile oggigiorno.

## Descrizione
La chiesa si presenta con una pianta ad unica navata coperta da una volta a botte lunettata.